# USS Birmingham (CL-62)
USS Birmingham (CL-62) lekki krążownik typu Cleveland. Drugi okręt US Navy o tej nazwie noszący nazwę pochodzącą od miasta Birmingham (zwanego także „Steel City”). Stępkę okrętu położono 17 lutego 1941 w stoczni Newport News Shipbuilding and Dry Dock Company w Newport News. Okręt wodowano 20 marca 1942, matką chrzestną była żona prezydenta komisji miejskiej miasta Birmingham. Krążownik wszedł do służby 29 stycznia 1943. W czasie służby okazał się bitnym okrętem i przynajmniej 3 razy odniósł ciężkie uszkodzenia.
Po rejsie odbiorczym „Birmingham” został przydzielony do Floty Atlantyku. Opuścił Norfolk 2 czerwca 1943 i popłynął na Morze Śródziemne, gdzie zapewniał wsparcie artyleryjskie wojskom lądującym na Sycylii (operacja Husky). Wrócił do USA 8 sierpnia i został przydzielony do Floty Pacyfiku. Do Pearl Harbor dotarł 6 września 1943.
Krążownik został przydzielony do ochrony zespołów lotniskowców i w tej roli wziął udział w rajdach na Tarawę (18 września 1943), Wake (5-6 października). Na Salomonach walczył w bitwie w zatoce Cesarzowej Augusty (8-9 listopada) wraz ze swoimi siostrzanymi okrętami „Cleveland”, „Columbia”, „Montpelier” i „Denver”. Było to pierwsze większe starcie krążowników typu Cleveland, które wchodziły dopiero do służby. W ciągu dnia japońskie samoloty trafiły „Birmingham” dwiema bombami i torpedą, przez co jednostka nie wzięła udziału w nocnej walce jednostek nawodnych. Krążownik został wycofany do Mare Island Navy Yard na remont, który trwał do 18 lutego 1944. Wtedy ponownie dołączył do Floty Pacyfiku.

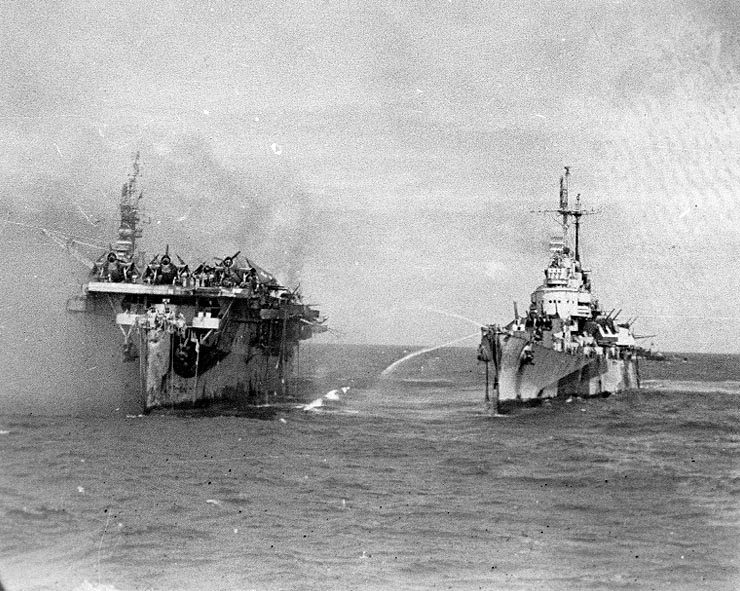
USS „Birmingham” przy burcie płonącego USS „Princeton” podczas bitwy w zatoce Leyte, 24 października 1944.

Okręt został przydzielony do Task Force 57 (TF 57) i w jego składzie wziął udział w bitwie o Saipan (14 czerwca - 4 sierpnia 1944), bitwie na Morzu Filipińskim (19-20 czerwca), bitwie o Tinian (20 lipca - 1 sierpnia), bitwie o Guam (21 lipca), rajdach na Filipiny (9-24 września). Następnie służył w TF 38 w czasie rajdu na Okinawę (10 października), rajdów na północny Luzon i Formozę (Tajwan) (15 października i 18-19 października) oraz w bitwie w zatoce Leyte. W czasie tej ostatniej bardzo ucierpiał od eksplozji na pokładzie lotniskowca USS „Princeton”, któremu krążownik starał się pomagać m.in. w gaszeniu pożaru. „Birmingham” wrócił do Mare Island Navy Yard na remont, który trwał od listopada 1944 do stycznia 1945.
Po ponownym dołączeniu do Floty Pacyfiku krążownik uczestniczył w bitwie o Iwo Jimie (4-5 marca 1945) i bitwie o Okinawę (25 marca-5 maja). 4 maja po odparciu trzech ataków został ciężko uszkodzony po raz trzeci, gdy japoński samolot-kamikaze trafił w dziób okrętu. Wrócił do Pearl Harbor i przeszedł naprawy pomiędzy 28 maja a 1 sierpnia 1945.
USS „Birmingham” wrócił do składu 5 Floty na Okinawie 26 sierpnia 1945 i w listopadzie popłynął do Brisbane. Wrócił do San Francisco 22 marca 1946. Został wycofany ze służby i przeniesiony 2 stycznia 1947 do rezerwy. Krążownik został skreślony z listy 1 marca 1959 i złomowany w Long Beach w Kalifornii.